# Château de Busset
Château de Busset er et slot i Busset kommune i Cusset-Sud Canton i Vichy Arrondissement i departementet Allier i regionen Auvergne-Rhône-Alpes i det centrale Frankrig.
Slottet ligger 25 km syd for Vichy. Det blev bygget af ’’Herren til Vichy’’ (Sires de Vichy) i slutningen af 1200-tallet. Gennem 14 generationer var slottet ejet af adelsfamilien Bourbon-Busset. Familien nedstammer fra Ludvig den Hellige, der var Frankrigs konge fra 1226 til 1270. I nutiden ejes slottet af en schweizisk familie. 